# 리 스몰린

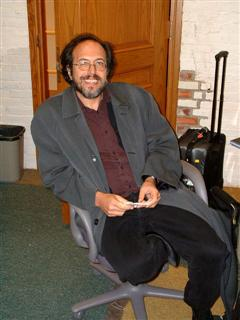
리 스몰린 (2004)

리 스몰린(Lee Smolin, 1955년 뉴욕 시 출생)은 미국의 이론물리학자로, 페리미터 연구소의 연구원이며 워털루 대학교의 비상근 교수이다.
스몰린은 양자 중력을 향한 여러 접근법(특히 고리 양자 중력)을 개발해낸 것으로 유명하다. 그는 양자 중력 이론의 두 주요 후보인 고리 양자 중력과 끈 이론이 동일한 이론의 두 단면으로서 통합될 수 있다는 관점을 지지한다. 그 밖에 스몰린의 주요 연구 분야는 우주론, 입자물리학, 양자론의 기초 및 이론생물학 등이 있다.

## 저서
아래의 책들은 비교적 덜 전문적이어서 물리학자가 아닌 많은 이들도 내용을 이해할 수 있다.
- 1999년 - 《우주의 일생》(The Life of the Cosmos).
- 2001년 - 《양자 중력의 세 가지 길》(Three Roads to Quantum Gravity). 한국어판 ISBN 978-89-8371-953-9.
- 2006년 - 《물리학의 문제점: 끈 이론의 부상, 과학의 쇠퇴, 그리고 그 다음에 무엇이 오는가》(The Trouble With Physics: The Rise of String Theory, the Fall of a Science, and What Comes Next). ISBN 978-0-618-55105-7.

## 참고자료
1. ↑  Smolin's faculty member page 보관됨 2008-07-18 - 웨이백 머신 from the Perimeter Institute member directory